# Campionati europei di bob 1980
I Campionati europei di bob 1980, quattordicesima edizione della manifestazione organizzata dalla Federazione Internazionale di Bob e Skeleton, si sono disputati dal 26 gennaio al 3 febbraio 1980 a Sankt Moritz, in Svizzera, sulla pista Olympia Bobrun St. Moritz–Celerina, il tracciato naturale sul quale si svolsero le competizioni del bob e dello skeleton ai Giochi di Sankt Moritz 1928 e di Sankt Moritz 1948 e le rassegne continentali del 1968, del 1972 e del 1976. La località elvetica ha quindi ospitato le competizioni europee per la quarta volta nel bob a due uomini e nel bob a quattro.

## Risultati

### Bob a due uomini
La gara si è svolta il 26 e il 27 gennaio 1980 nell'arco di quattro manches.
| Pos. | Atleti                                     | Nazione      | Tempo   | Distacco |
| ---- | ------------------------------------------ | ------------ | ------- | -------- |
|      | Hans Hiltebrand Walter Rahm                | Svizzera     | 4:45.11 |          |
|      | Bernhard Germeshausen Hans-Jürgen Gerhardt | Germania Est | 4:45.64 | +0.53    |
|      | Erich Schärer Ulrich Bächli                | Svizzera     | 4:46.11 | +1.00    |
| 4    | Meinhard Nehmer Bogdan Musiol              | Germania Est | 4:47.19 | +2.08    |
| 5    | Peter Schärer Max Rüegg                    | Svizzera     | 4:47.94 | +2.83    |
| 6    | Horst Schönau Andreas Kirchner             | Germania Est | 4:48.45 | +3.34    |
| ...  | ...                                        | ...          | ...     | ...      |

### Bob a quattro
La gara si è svolta il 2 e il 3 febbraio 1980 nell'arco di quattro manches.
| Pos. | Atleti                                                           | Nazione          | Tempo   | Distacco |
| ---- | ---------------------------------------------------------------- | ---------------- | ------- | -------- |
|      | Erich Schärer Ulrich Bächli Ruedi Marti Joseph Benz              | Svizzera-2       | 4:35.70 |          |
|      | Peter Schärer Max Rüegg Tony Rüegg Hansjörg Trachsel             | Svizzera-1       | 4:36.83 | +1.13    |
|      | Hans Hiltebrand Ulrich Schindler Walter Rahm Armin Baumgartner   | Svizzera-3       | 4:37.07 | +1.37    |
| 4    | Fritz Sperling Heini Bergmüller Franz Rednack Bernhard Purkrabek | Austria-2        | 4:37.08 | +1.38    |
| 5    | Heinz Krenn Otto Breg Sauerlachner Franz Köfel                   | Austria-1        | 4:38.06 | +2.36    |
| 6    | Alois Schnorbus Lothar Pongratz Jürgen Hofmann Martin Meinberg   | Germania Ovest-2 | 4:39.14 | +3.44    |
| ...  | ...                                                              | ...              | ...     | ...      |

## Medagliere
| Pos.   | Paese        | Oro | Argento | Bronzo | Totale |
| ------ | ------------ | --- | ------- | ------ | ------ |
| 1      | Svizzera     | 2   | 1       | 2      | 5      |
| 2      | Germania Est | 0   | 1       | 0      | 1      |
| Totale | Totale       | 2   | 2       | 2      | 6      |